# Francis Hauksbee
Francis Hawksbee, dit Francis Hauksbee l’Ancien, baptisé le 27 mai 1660 à Colchester et mort en 1713 à Londres, est un scientifique britannique du XVIIe siècle, membre de la Royal Society. Il est surtout connu pour ses travaux sur l'électricité et la répulsion électrostatique. 

## Biographie
Vers 1705, Hauksbee découvre que s'il place une petite quantité de mercure dans le verre d'un générateur électrostatique de Otto von Guericke modifié par ses soins (boule de verre entraînée à grande vitesse à l'aide d'une manivelle et d'un disque démultiplicateur), et qu'il évacue l'air de celui-ci, lorsque la boule est chargée par frottement de la main, une lueur devient visible en plaçant sa main près de la boule, à l'extérieur. Cette électroluminescence était suffisante pour permettre de lire. Cela semblait être similaire au feu de Saint-Elme.
Il découvre la lumière électrique en même temps que Pierre Polinière.
Cet effet est la base de la lampe néon et de la lampe à vapeur de mercure.
En 1709, il publie Expériences physico-mécaniques sur divers objets (Physico-Mechanical Experiments on Various Subjects), ouvrage dans lequel est résumé la majeure partie de son œuvre scientifique.  

## Publications
- Expériences physico-mécaniques sur différents sujets  (trad. Bremond), Paris, Claude-Antoine Jombert, 1754, clxxvi-490, 2 vol. in-8° (OCLC 467323768, lire en ligne).